# Ahigal de los Aceiteros
Ahigal de los Aceiteros és un municipi de la província de Salamanca a la comunitat autònoma de Castella i Lleó. Limita amb San Felices de los Gallegos a l'Est, Puerto Seguro al Sud, amb Portugal a l'Oest i La Redonda i Sobradillo al Nord.

## Demografia
| 1991 | 1996 | 2001 |
| ---- | ---- | ---- |
| 216  | 183  | 170  |